# Dichaetura piscator
Dichaetura piscator är en djurart som tillhör fylumet bukhårsdjur, och som först beskrevs av Murray 1913.  Dichaetura piscator ingår i släktet Dichaetura och familjen Dichaeturidae. Inga underarter finns listade i Catalogue of Life.